# Lenna Kuurmaa
Lenna Kuurmaa (Tallinn, 26 september 1985) is een Estse zangeres. Tot 2007 was Kuurmaa een van de bandleden van de meidengroep Vanilla Ninja.

## Biografie
Kuurmaa studeerde aan het Duitse Gymnasium en de muziekschool in Tallinn. Ze heeft zes jaar lang viool gespeeld, ze kan tevens goed overweg met een drumstel en vanaf haar vierde jaar zong ze in een koor. Haar vrije tijd bestond voornamelijk uit dansen en haar deelname aan het schoolbasketbal. In 2002 nam ze deel aan Fizz Superstar en behaalde er de halve finale. Lenna was te zien in verschillende musicals zoals The King And I en The Sound of Music.
Van 2002 tot 2007 maakte Kuurmaa deel uit van de Estse meidengroep Vanilla Ninja, waarmee ze verschillende malen de hitlijsten in Duitsland, Oostenrijk en Zwitserland haalde. In 2003 deed Vanilla Ninja een gooi naar het Eurovisiesongfestival met Club kung fu, wat mislukte. Twee jaar mocht de groep toch meedoen aan het Eurovisiesongfestival, dit maal voor Zwitserland. Met het nummer Cool vibes werden ze achtste. Na hun deelname aan Eurolaul 2007, waar ze vierde werden met Birds of peace, ging de groep uit elkaar.
Hierna startte Kuurmaa een solocarrière. In 2010 bracht ze haar debuutsingle Rapunzel uit, wat een nummer één hit werd in Estland. Hiermee deed ze ook mee aan Eesti Laul 2010, de Estse voorselectie voor het Eurovisiesongfestival 2010. Het nummer won de eerste ronde van de finale zowel bij de jury als bij het publiek, maar werd in tweede ronde dat alleen televoting was, ingehaald door Siren van Malcolm Lincoln.
In mei 2010 bracht ze haar debuutalbum Lenna uit. Later in hetzelfde jaar speelde ze een rol in de Estse televisieserie Kelgukoerad.
In de jaren die volgden nam ze nog drie keer deel aan Eesti Laul, in 2012, 2014 en in 2017. In 2012 werd ze met het Estse nummer Mina jään tweede, achter Ott Lepland met Kuula. Twee jaar later nam ze deel met het nummer Supernoova. Ze won de eerste halve finale, maar eindigde uiteindelijk op de vierde plaats. In 2017 werd ze achtste met het nummer Slingshot.

## Discografie

### Albums
- Lenna (2010)
- Teine (2013)
- Moonland (2014)

- Gemeinsame Normdatei: 1311779779
- International Standard Name Identifier: 0000 0001 3132 1497
- Library of Congress Control Number: no2012057292
- MusicBrainz: b3e5b5a8-31c3-4609-bda6-1910a8ad6ea3
- Virtual International Authority File: 241920838
- WorldCat: E39PBJqFRtfMQvrtPVgxxGhPwC